# Reñaca
Reñaca est une station balnéaire chilienne offrant de nombreuses plages. Elle est située au nord de Viña del Mar, près de Valparaiso.

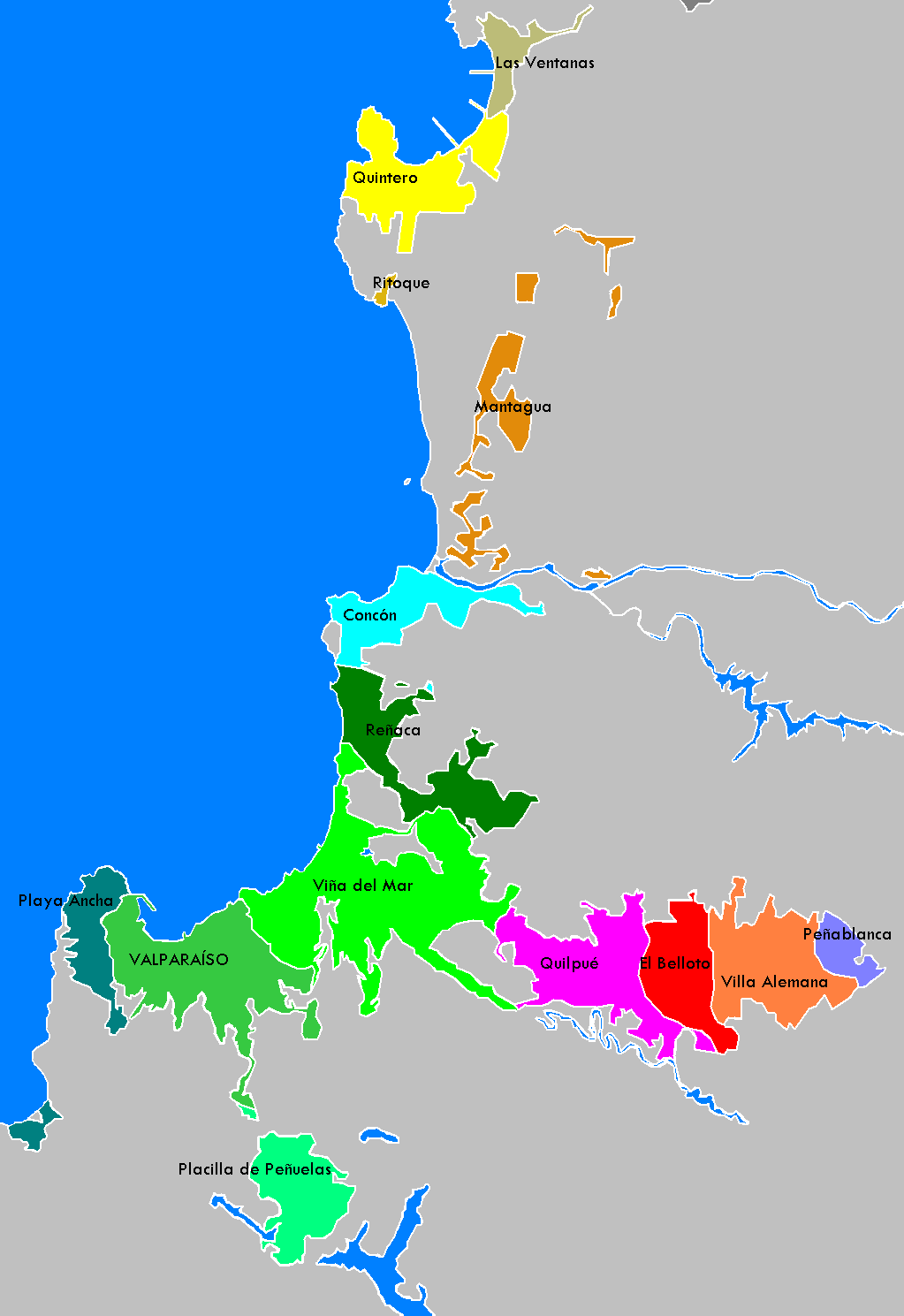
Localité du Grand Valparaiso. Reñaca est la tache vert foncé au nord de Viña del Mar.

## Galerie

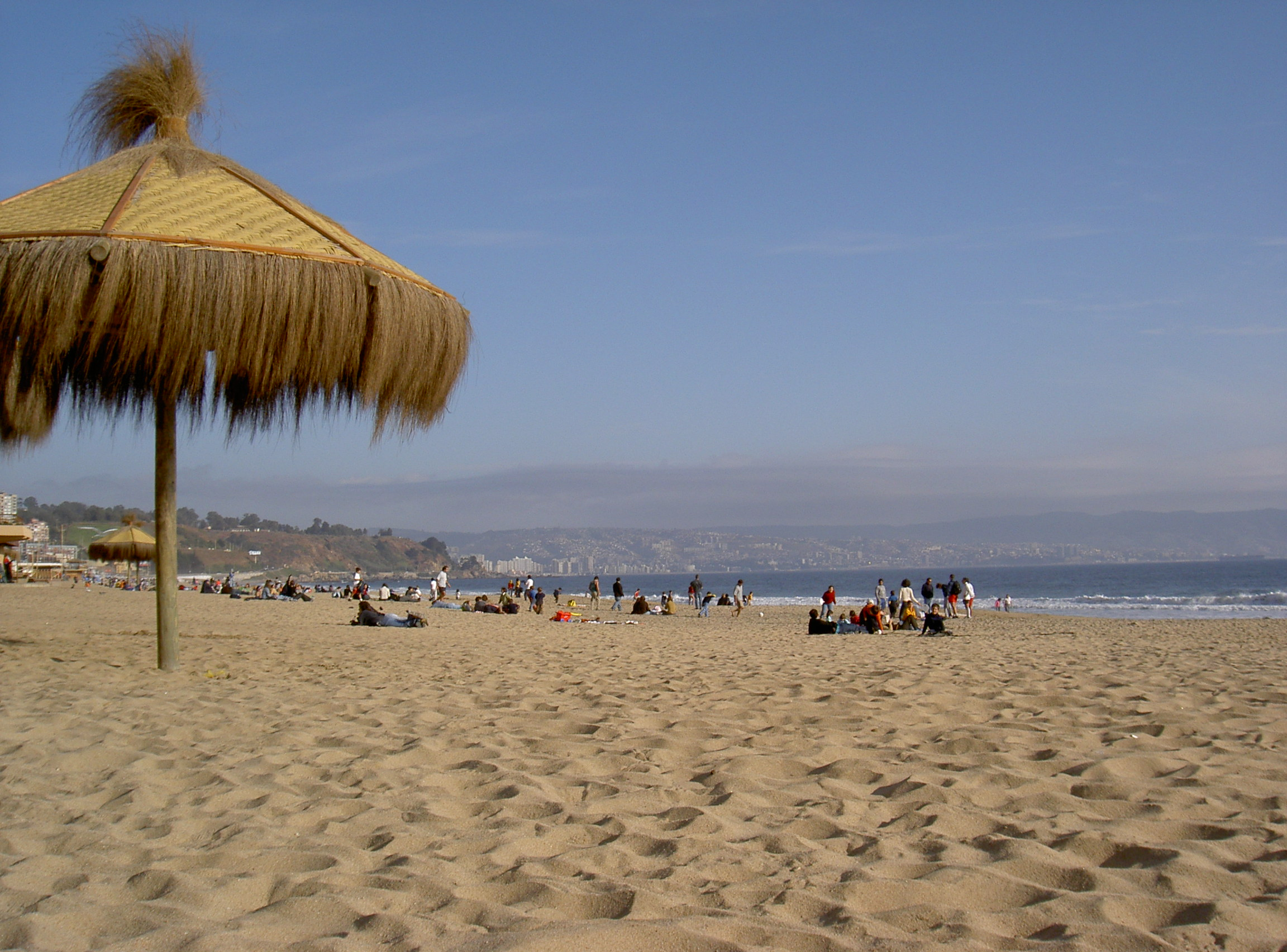
La plage.
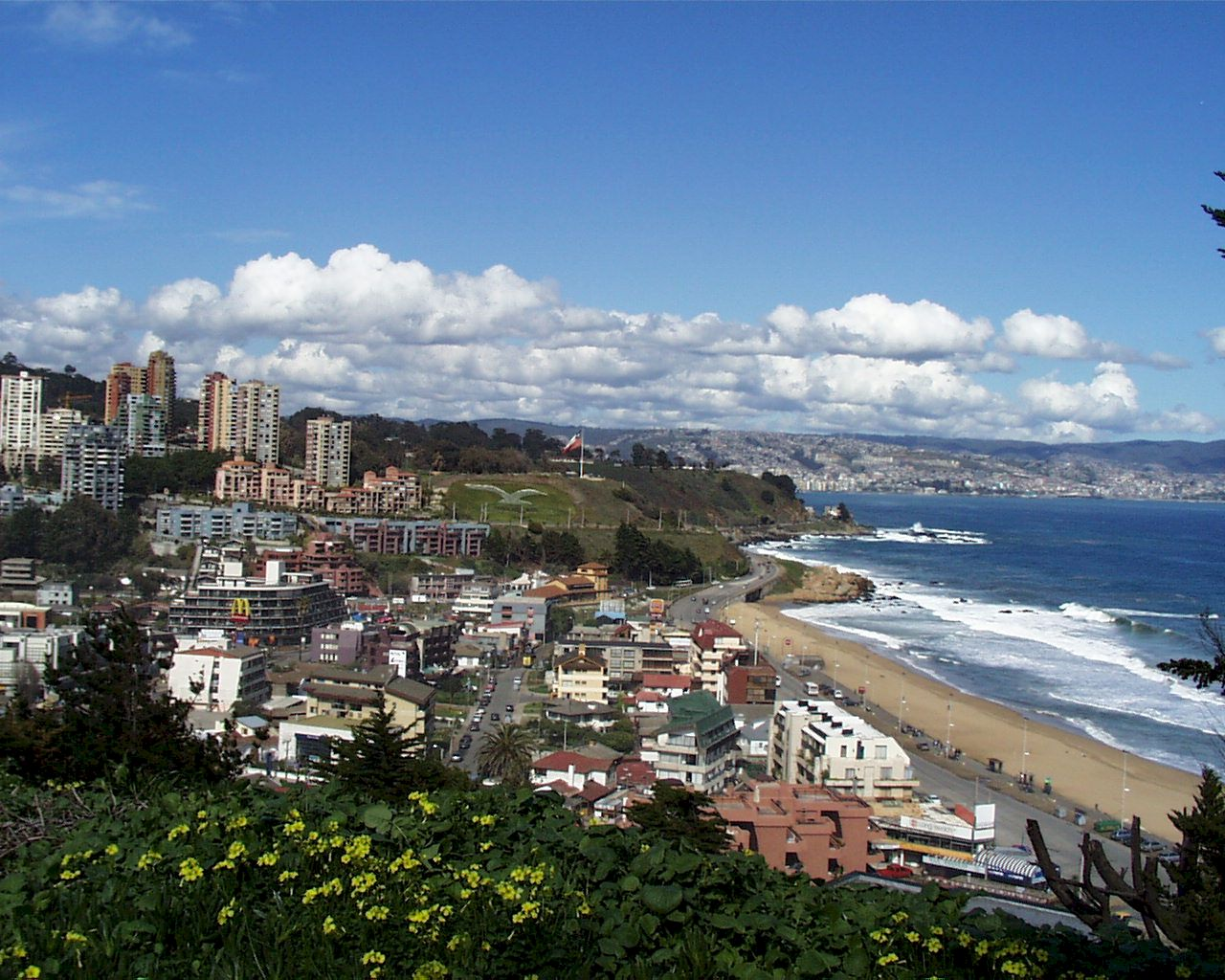
Vue de Reñaca.
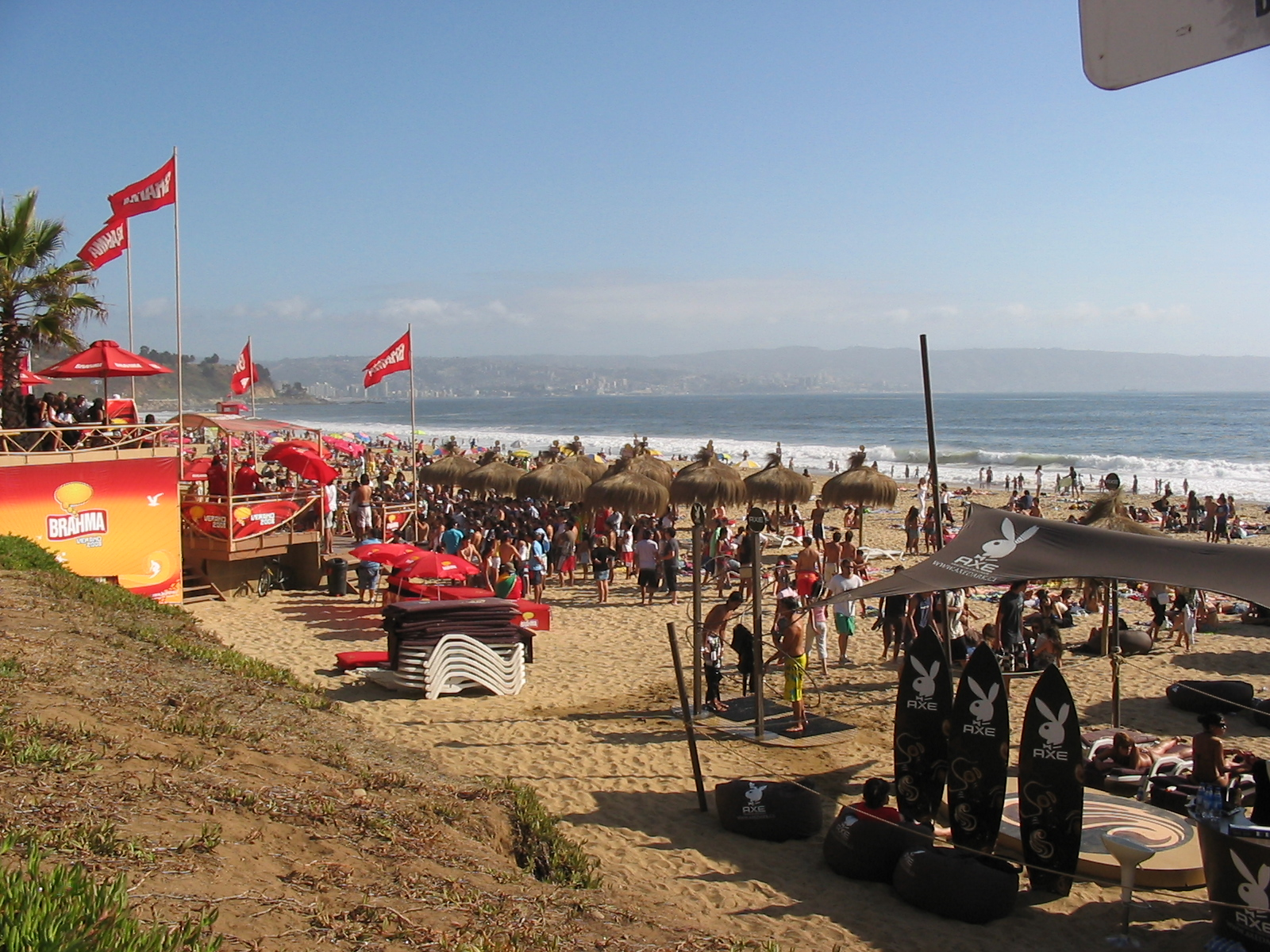
Plage de Reñaca.